# Kabinett Noda
Das Kabinett Noda (jap. 野田内閣, Noda naikaku) regierte Japan unter Führung von Premierminister Yoshihiko Noda vom 2. September 2011 bis zu einer Kabinettsumbildung am 13. Januar 2012. Noda war am 29. August zum Parteivorsitzenden und am 30. August zum Premierminister gewählt worden. Das Vorgängerkabinett Kan trat am 30. August zurück.
Dem Koalitionskabinett aus Demokratischer Partei (DPJ) und Neuer Volkspartei (NVP) gehörten einschließlich des Premierministers 13 Staatsminister aus dem Shūgiin, dem Unterhaus des nationalen Parlaments, und fünf aus dem Sangiin, dem Oberhaus, an. Unter dem Schlagwort „parteiinterne Harmonie“ (党内融和, tōnai yūwa) wurden bei der Regierungsbildung anders als zuletzt unter Naoto Kan auch Politiker berücksichtigt, die dem ehemaligen DPJ-Vorsitzenden Ichirō Ozawa nahestanden.
Im Januar 2012 wechselte Noda fünf Minister aus, darunter die im Dezember 2011 von Misstrauensanträgen des Sangiin betroffenen Kenji Yamaoka und Yasuo Ichikawa, führte dafür aber eine formale Kabinettsumbildung durch (formales Rücktrittsgesuch und Neuernennung aller Staatsminister außer dem Premierminister). 
Dann bildete er das Kabinett Noda (1. Umbildung) (13. Januar 2012 bis 4. Juni 2012). 
Dann bildete er das Kabinett Noda (2. Umbildung) (4. Juni 2012 bis 1. Oktober 2012). 
Dann bildete er das Kabinett Noda (3. Umbildung) (1. Oktober 2012 bis 26. Dezember 2012). Am 26. Dezember 2012 wurde das Kabinett Shinzō Abe II ernannt; Shinzō Abe wurde neuer Premierminister von Japan. 

## Staatsminister
| Amt | Name                                  | Bild              | Kammer  | Fraktion | Faktion(en)   |
| --- | ------------------------------------- | ----------------- | ------- | -------- | ------------- |
| Premierminister | Yoshihiko Noda                        | Yoshihiko Noda    | Shūgiin | DPJ      | (Noda)        |
| Staatsminister, die ein Ministerium leiten |                                       |                   |         |          |               |
| Minister für Innere Angelegenheiten und Kommunikation Staatsminister für Angelegenheiten von Okinawa und der Nördlichen Territorien Staatsminister zur „Förderung der Souveränität der Regionen“ (chiiki shuken suishin) zuständig für die „Belebung der Regionen“ (chiiki kasseika) | Tatsuo Kawabata                       | Tatsuo Kawabata   | Shūgiin | DPJ      | Kawabata      |
| Justizminister | Hideo Hiraoka                         | Hideo Hiraoka     | Shūgiin | DPJ      | Hiraoka-Kondō |
| Außenminister | Kōichirō Gemba                        | Kōichirō Gemba    | Shūgiin | DPJ      | Gemba         |
| Finanzminister | Jun Azumi                             | Jun Azumi         | Shūgiin | DPJ      | Maehara       |
| Minister für Bildung, Kultur, Sport, Wissenschaft und Technologie | Masaharu Nakagawa                     | Masaharu Nakagawa | Shūgiin | DPJ      | Hata          |
| Ministerin für Gesundheit, Arbeit und Soziales | Yōko Komiyama                         | Yōko Komiyama     | Shūgiin | DPJ      | Maehara       |
| Minister für Landwirtschaft, Forsten und Fischerei | Michihiko Kano                        | Michihiko Kano    | Shūgiin | DPJ      | Kano          |
| Minister für Wirtschaft, Handel und Industrie zuständig für wirtschaftliche Schäden durch die Atomkraft | Yoshio Hachiro bis 11. September 2011 | Yoshio Hachiro    | Shūgiin | DPJ      | Yokomichi     |
| Minister für Wirtschaft, Handel und Industrie zuständig für wirtschaftliche Schäden durch die Atomkraft | Osamu Fujimura kommissarisch          | Osamu Fujimura    | Shūgiin | DPJ      | Noda          |
| Minister für Wirtschaft, Handel und Industrie zuständig für wirtschaftliche Schäden durch die Atomkraft | Yukio Edano ab 12. September 2011     | Yukio Edano       | Shūgiin | DPJ      | Maehara       |
| Minister für Land, Infrastruktur und Transport zuständig für maritime Angelegenheiten | Takeshi Maeda                         | Takeshi Maeda     | Sangiin | DPJ      | Hata          |
| Umweltminister Staatsminister zur Organisation der Unterstützung von Entschädigungen für Atomkraftschäden (genshiryoku songai baishō shien kikō) zuständig für die „Normalisierung und Rückfallprävention der Atomkraftunfälle“ (gempatsu jiko no shūsoku oyobi saihatsu bōshi)      | Gōshi Hosono                          | Gōshi Hosono      | Shūgiin | DPJ      | Maehara       |
| Verteidigungsminister | Yasuo Ichikawa                        | Yasuo Ichikawa    | Sangiin | DPJ      | Ozawa         |
| Chefkabinettssekretär |                                       |                   |         |          |               |
| Chefkabinettssekretär | Osamu Fujimura                        | Osamu Fujimura    | Shūgiin | DPJ      | Noda          |
| Staatsminister ohne Ministerium |                                       |                   |         |          |               |
| Vorsitzender der Nationalen Kommission für Öffentliche Sicherheit Staatsminister für Verbraucher und Lebensmittelsicherheit zuständig für die Entführungsfrage | Kenji Yamaoka                         | Kenji Yamaoka     | Shūgiin | DPJ      | Ozawa         |
| Staatsminister für den Finanzsektor zuständig für Reform des Postwesens | Shōzaburō Jimi                        | Shōzaburō Jimi    | Sangiin | NVP      | —             |
| Staatsminister für Wirtschafts- und Finanzpolitik, Wissenschafts- & Technologiepolitik zuständig für „Nationale Strategie“ (kokka senryaku), „integrierte Sozialversicherungs- und Steuerreform“ (shakai hoshō, zei ittai kaikaku)                                                   | Motohisa Furukawa                     | Motohisa Furukawa | Shūgiin | DPJ      | Maehara       |
| Staatsministerin zur „Erneuerung der Verwaltung“ (gyōsei sasshin), Bekämpfung des Geburtenrückgangs, Geschlechtergleichstellung zuständig für Reform des Beamtentums | Renhō (Murata)                        | Renhō Murata      | Sangiin | DPJ      | Noda          |
| Staatsminister für Katastrophenschutz zuständig für den Wiederaufbau nach dem Großen Ostjapanischen Erdbeben | Tatsuo Hirano                         | Tatsuo Hirano     | Sangiin | DPJ      | Ozawa         |

Die Staatsminister ohne Ministerium sind naikaku-fu tokumei tantō daijin („Staatsminister beim Kabinettsbüro für besondere Aufgaben“). Zusätzliche besondere Verantwortungsbereiche kursiv.
Als mögliche Vertreter des Premierministers nach Artikel 9 des Kabinettsgesetzes wurden designiert:
1. Osamu Fujimura,
2. Michihiko Kano,
3. Tatsuo Kawabata,
4. Kenji Yamaoka,
5. Takeshi Maeda.[2]

## Staatssekretäre

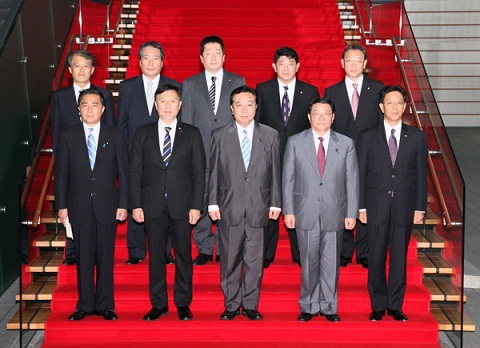
Premierminister Noda, die Führung des Kabinettssekretariats und die Berater des Premierministers am 5. September 2011

Bei Antritt der Staatsminister begann die Amtszeit der stellvertretenden Chefkabinettssekretäre und des Leiters des Legislativbüros des Kabinetts. Die Sonderberater des Premierministers und die Staatssekretäre in den Ministerien wurden am 5. September 2011 berufen.
| Amt | Name                                  | Kammer                               | Fraktion                             | Faktion(en)                          |
| Kabinettssekretariat, Legislativbüro                                                                           | Kabinettssekretariat, Legislativbüro  | Kabinettssekretariat, Legislativbüro | Kabinettssekretariat, Legislativbüro | Kabinettssekretariat, Legislativbüro |
| --- | ------------------------------------- | ------------------------------------ | ------------------------------------ | ------------------------------------ |
| Stellvertretende Leiter des Kabinettssekretariats                                                              | Tsuyoshi Saitō                        | Shūgiin                              | DPJ                                  | Hiraoka-Kondō                        |
| Stellvertretende Leiter des Kabinettssekretariats                                                              | Hiroyuki Nagahama                     | Sangiin                              | DPJ                                  | Noda                                 |
| Stellvertretende Leiter des Kabinettssekretariats                                                              | Makoto Taketoshi                      | —                                    | —                                    | —                                    |
| Leiter des Legislativbüros des Kabinetts                                                                       | Shin’ichirō Kajita                    | —                                    | —                                    | —                                    |
| Sonderberater des Premierministers                                                                             |                                       |                                      |                                      |                                      |
| Sonderberater für den Wiederaufbau nach dem Großen Ostjapanischen Erdbeben                                     | Yoshinori Suematsu                    | Shūgiin                              | DPJ                                  | Kan                                  |
| Sonderberater für Politikführung unter dem Primat der Politik, Parlamentsangelegenheiten                       | Yoshio Tezuka                         | Shūgiin                              | DPJ                                  |                                      |
| Sonderberater für Außenpolitik und nationale Sicherheit                                                        | Akihisa Nagashima                     | Shūgiin                              | DPJ                                  | Noda                                 |
| Sonderberater für den Ausgleich zwischen Ministerien und Behörden in Bezug auf wichtige innenpolitische Fragen | Hiranao Honda                         | Shūgiin                              | DPJ                                  | Kan, Hiraoka-Kondō                   |
| Sonderberater für Politikführung unter dem Primat der Politik, Parlamentsangelegenheiten                       | Shun’ichi Mizuoka                     | Sangiin                              | DPJ                                  |                                      |
| Vizeminister (Fukudaijin)                                                                                      |                                       |                                      |                                      |                                      |
| Kabinettsbüro                                                                                                  | Katsuyuki Ishida                      | Shūgiin                              | DPJ                                  |                                      |
| Kabinettsbüro                                                                                                  | Hitoshi Gotō                          | Shūgiin                              | DPJ                                  |                                      |
| Kabinettsbüro                                                                                                  | Ikkō Nakatsuka                        | Shūgiin                              | DPJ                                  | Ozawa, Kawabata                      |
| Innere Angelegenheiten und Kommunikation                                                                       | Tōru Kikawada                         | Shūgiin                              | DPJ                                  | Ozawa                                |
| Innere Angelegenheiten und Kommunikation                                                                       | Kimiaki Matsuzaki                     | Shūgiin                              | DPJ                                  | Hata                                 |
| Justiz | Makoto Taki                           | Shūgiin                              | DPJ                                  |                                      |
| Auswärtige Angelegenheiten                                                                                     | Tsuyoshi Yamaguchi                    | Shūgiin                              | DPJ                                  | Hata                                 |
| Auswärtige Angelegenheiten                                                                                     | Ryūji Yamane                          | Sangiin                              | DPJ                                  | Kawabata                             |
| Finanzen | Fumihiko Igarashi                     | Shūgiin                              | DPJ                                  | Hatoyama                             |
| Finanzen | Yukihisa Fujita                       | Sangiin                              | DPJ                                  |                                      |
| Bildung, Kultur, Sport, Wissenschaft und Technologie                                                           | Tenzō Okumura                         | Shūgiin                              | DPJ                                  | Ozawa                                |
| Bildung, Kultur, Sport, Wissenschaft und Technologie                                                           | Yūko Mori                             | Sangiin                              | DPJ                                  | Ozawa                                |
| Arbeit, Gesundheit und Soziales                                                                                | Yoshio Maki                           | Shūgiin                              | DPJ                                  | Hatoyama, Kawabata                   |
| Arbeit, Gesundheit und Soziales                                                                                | Yasuhiro Tsuji                        | Sangiin                              | DPJ                                  |                                      |
| Landwirtschaft, Forsten und Fischerei                                                                          | Nobutaka Tsutsui                      | Shūgiin                              | DPJ                                  | Yokomichi                            |
| Landwirtschaft, Forsten und Fischerei                                                                          | Tsukasa Iwamoto                       | Sangiin                              | DPJ                                  | Kawabata                             |
| Wirtschaft, Handel und Industrie                                                                               | Seishū Makino                         | Shūgiin                              | DPJ                                  |                                      |
| Wirtschaft, Handel und Industrie                                                                               | Tadahiro Matsushita                   | Shūgiin                              | NVP                                  | —                                    |
| Land, Infrastruktur und Verkehr                                                                                | Ken Okuda                             | Shūgiin                              | DPJ                                  | Hata                                 |
| Land, Infrastruktur und Verkehr                                                                                | Jin Matsubara                         | Shūgiin                              | DPJ                                  | Ozawa, Hatoyama, Kawabata            |
| Umwelt | Katsuhiko Yokomitsu                   | Shūgiin                              | DPJ                                  | Yokomichi                            |
| Verteidigung                                                                                                   | Shū Watanabe                          | Shūgiin                              | DPJ                                  | Maehara                              |
| Parlamentarische Staatssekretäre (Daijinseimukan)                                                              |                                       |                                      |                                      |                                      |
| Kabinettsbüro                                                                                                  | Yukihiko Akutsu bis 7. September 2011 | Shūgiin                              | DPJ                                  | Kan                                  |
| Kabinettsbüro                                                                                                  | Kazuko Kōri ab 7. September 2011      | Shūgiin                              | DPJ                                  | Yokomichi                            |
| Kabinettsbüro                                                                                                  | Hiroshi Ōgushi                        | Shūgiin                              | DPJ                                  | Noda                                 |
| Kabinettsbüro                                                                                                  | Yasuhiro Sonoda                       | Shūgiin                              | DPJ                                  | Hata                                 |
| Innere Angelegenheiten und Kommunikation                                                                       | Akio Fukuda                           | Shūgiin                              | DPJ                                  |                                      |
| Innere Angelegenheiten und Kommunikation                                                                       | Ryō Shuhama                           | Sangiin                              | DPJ                                  | Ozawa                                |
| Innere Angelegenheiten und Kommunikation                                                                       | Takashi Morita                        | Sangiin                              | NVP                                  | —                                    |
| Justiz | Hiroyuki Tani                         | Sangiin                              | DPJ                                  | Yokomichi                            |
| Auswärtige Angelegenheiten                                                                                     | Jō Nakano                             | Shūgiin                              | DPJ                                  |                                      |
| Auswärtige Angelegenheiten                                                                                     | Toshiyuki Katō                        | Sangiin                              | DPJ                                  |                                      |
| Auswärtige Angelegenheiten                                                                                     | Kazuyuki Hamada                       | Sangiin                              | —                                    | —                                    |
| Finanzen | Mitsuo Mitani                         | Shūgiin                              | DPJ                                  | Noda                                 |
| Finanzen | Izumi Yoshida                         | Shūgiin                              | DPJ                                  | Hatoyama                             |
| Bildung, Kultur, Sport, Wissenschaft und Technologie                                                           | Takashi Kii                           | Shūgiin                              | DPJ                                  |                                      |
| Bildung, Kultur, Sport, Wissenschaft und Technologie                                                           | Mieko Kamimoto                        | Sangiin                              | DPJ                                  | Yokomichi                            |
| Arbeit, Gesundheit und Soziales                                                                                | Kazue Fujita                          | Shūgiin                              | DPJ                                  | Hiraoka-Kondō                        |
| Arbeit, Gesundheit und Soziales                                                                                | Yatarō Tsuda                          | Sangiin                              | DPJ                                  |                                      |
| Landwirtschaft, Forsten und Fischerei                                                                          | Hiroko Nakano                         | Shūgiin                              | DPJ                                  | Ozawa                                |
| Landwirtschaft, Forsten und Fischerei                                                                          | Tetsuo Morimoto                       | Shūgiin                              | DPJ                                  | Kawabata                             |
| Wirtschaft, Handel und Industrie                                                                               | Keirō Kitagami                        | Shūgiin                              | DPJ                                  | Noda, Maehara                        |
| Wirtschaft, Handel und Industrie                                                                               | Mitsuyoshi Yanagisawa                 | Sangiin                              | DPJ                                  |                                      |
| Land, Infrastruktur und Verkehr                                                                                | Shōgo Tsugawa                         | Shūgiin                              | DPJ                                  |                                      |
| Land, Infrastruktur und Verkehr                                                                                | Kyōichi Tsushima                      | Shūgiin                              | DPJ                                  | Ozawa                                |
| Land, Infrastruktur und Verkehr                                                                                | Kunihiko Muroi                        | Sangiin                              | DPJ                                  | Ozawa                                |
| Umwelt | Satoshi Takayama                      | Shūgiin                              | DPJ                                  | Ozawa, Kawabata                      |
| Verteidigung                                                                                                   | Mitsu Shimojō                         | Shūgiin                              | DPJ                                  | Hata                                 |
| Verteidigung                                                                                                   | Hideo Jimpū                           | Shūgiin                              | DPJ                                  | Ozawa                                |

## Rücktritt
- Wirtschaftsminister Hachiro erklärte am 10. September 2011 (wirksam am 11. September) wegen Äußerungen über die Nuklearkatastrophe von Fukushima (seit März 2011) seinen Rücktritt.[3][4]